# Network Personal Video Recorder
Network Personal Video Recorder (NPVR) (с англ. — «сетевой персональный видеомагнитофон») (IP-UNICAST) — сервис цифрового телевидения сетевой персональный видеомагнитофон, который позволяет записать любую из транслируемых телепередач и посмотреть сколько угодно раз в удобное время, а также стереть. Сервис сохранения контента в сети с целью последующего индивидуального просмотра.